# Paul de Leeuw

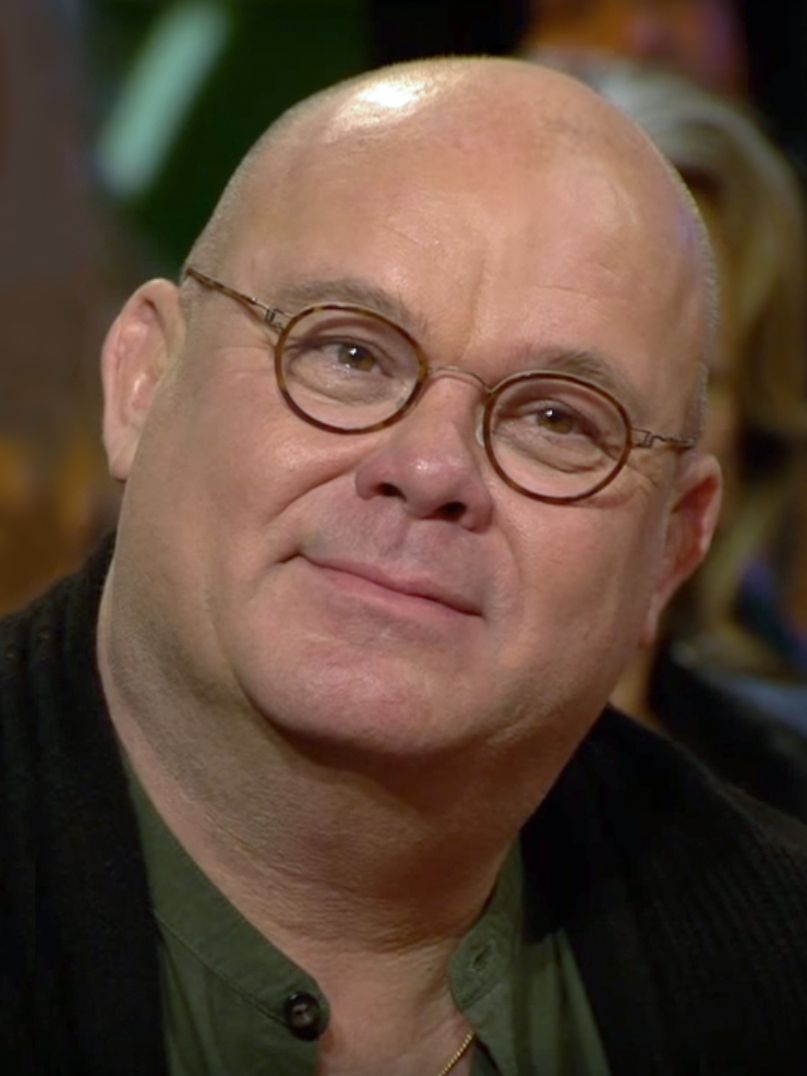
Paul de Leeuw (2018)

Paul Henri de Leeuw (* 26. März 1962 in Rotterdam) ist ein niederländischer Moderator, Komiker, Schauspieler und Sänger. Er wird als überaus talentiert angesehen und hat zahlreiche Auszeichnungen erhalten, ist andererseits jedoch wegen seiner groben und provokanten Art auch umstritten.

## Leben
De Leeuw wurde in Rotterdam-IJsselmonde geboren, wuchs innerhalb einer gläubigen protestantischen Familie mit zwei Geschwistern in Rotterdam, Lekkerkerk und Krimpen aan den IJssel auf. Er beendete seine Schulausbildung mit dem HAVO-Abschluss und begann ein Studium der Niederlandistik und Gesellschaftslehre auf Lehramt in Delft.
De Leeuw lebt seit 2003 in einer gleichgeschlechtlichen Ehe mit Stephan Nugter in der nordholländischen Gemeinde Blaricum. Sie haben recht früh zwei Kinder adoptiert. Als eine Boulevardzeitung Fotos von ihm und seinem Sohn veröffentlichte, verklagte er das Magazin erfolgreich.

## Karriere
1983 wurde er anlässlich eines Auftritts auf dem Cameretten-Kabarettfestival in Delft erstmalig einer breiteren Öffentlichkeit bekannt. Im darauf folgenden Jahr moderierte er das Festival.
1985 trat er im Koninklijk Theater Carré mit seinem eigenen Theaterstück Stel moeder niet teleur auf und sang unter anderem sein – heute bekanntestes – Lied Vlieg met me mee (Flieg mit mir), das später als Single veröffentlicht wurde.
1986 war er Radiomoderator beim KRO und löste als Kummerkasten-„Tante“ Lieve Paul Beziehungsprobleme seiner Zuhörer.
Seit 1986 bis heute tritt er regelmäßig mit verschiedenen Formaten im niederländischen Fernsehen auf, zuerst bei NCRV als Co-Moderator in den Sendungen Snelbinder und Sterrenslag.
Ab 1990 moderierte er seine eigene Show De schreeuw van de Leeuw (ndl. Gebrüll des Löwen) beim Rundfunksender VARA. Besondere Bekanntheit erlangte seine Sendung über AIDS mit René Klijn. Diese Sendung wurde später auch in Montreux mit der Rose d’Or ausgezeichnet. Auch seine Sendung rund um seine behinderte Nichte Margrietje wurde öffentlich viel diskutiert und mit dem J.B. Broekzprijs ausgezeichnet.
Anfang der 1990er-Jahre wurde viel über seinen Stil und seinen Humor diskutiert, da er vielen Niederländern als zu grob und unpassend für das Fernsehen galt. Viele niederländische TV-Kommentatoren sprachen über seine Art von „afzeiktelevisie“ (ndl. „afzeiken“ bedeutet „fertigmachen, zusammenstauchen“).
1991 wurde sein Album Voor U Majesteit (ndl. Für Sie, Majestät) veröffentlicht, das auch die Single Vlieg met me mee (Naar De Regenboog) enthielt. 1994 veröffentlichte er seinen bislang größten Erfolgshit Ik wil niet dat je liegt (ndl. Ich will nicht, dass Du lügst), welcher 9 Wochen lang auf Platz 1 stand und in diesem Jahr die meistverkaufte Single war. Ebenfalls 1994 spielte er die Hauptrolle in der Comedy-Serie Seth & Fiona und war Moderator der Sendung Muilen dicht! (ndl. Maul halten).
1995 kam sein erster Spielfilm Filmpje (Filmchen) in die Kinos. 1996 wurde das Album Encore veröffentlicht.
Als einer der wenigen niederländischen Künstler trat De Leeuw an fünf Abenden nacheinander im ausverkauften Ahoy zusammen mit Simone Kleinsma, Willeke Alberti, Bassie en Adriaan und Keesje auf.
2002 wechselte Paul de Leeuw vom Sender VARA zum NCRV, wo er mit einer überarbeiteten Version der Spielshow Zo Vader, zo Zoon (ndl. Wie der Vater, so der Sohn) und Herberg De Leeuw (ndl. Herberge De Leeuw) zu sehen war. Die Moderation beider Sendungen entsprach nicht den Wünschen des Senders, sie wurden eingestellt. Im folgenden Jahr wechselte er wieder zurück zu VARA und moderierte PaPaul (ndl. Vater Paul), eine täglich ausgestrahlte Talkshow.
Von Ende 2003 bis zum August 2005 zog sich de Leeuw eine Zeitlang aus dem Fernsehgeschäft zurück.
Ab dann moderiert die Samstagabendshow Mooi! Weer de Leeuw (ndl. Klasse! Wieder de Leeuw) beziehungsweise die Sommervariante Mooi Weer! de Leeuw (ndl. Klasse Wetter! de Leeuw). Ebenfalls 2005 kam seine Musik-DVD De Leeuw brult (ndl. De Leeuw brüllt, wörtlich Der Löwe brüllt).
Sein Best-of-Album Mooi! Weer een CD wurde im Jahr 2006 veröffentlicht. Die Show Mooi! Weer de Leeuw wurde auf den Prime-Time-Platz von Nederland 1 gelegt. Im Jahr 2006 moderierte er auch zum ersten Mal die Silvestershow Mooi jaar! De Leeuw op oudejaarsavond, welche über 2,2 Millionen Zuschauer sahen.
Im August 2007 moderierte er für den Sender VPRO die zweihundertste Ausgabe der populären Sendung Zomergasten (ndl. Sommergäste).
Sein 25-jähriges Bühnenjubiläum im November 2008 wurde unter anderem durch einen 12-Stunden-Marathon von Mooi! Weer De Leeuw gefeiert. Während des Programms wurde de Leeuw durch viele Kollegen überrascht, mit denen er in den vergangenen Jahren zusammenarbeitete. Die Sendung hatte eine Einschaltquote von 36,1 %. Auch kam eine DVD-Box unter dem Titel Een Kwart Eeuw De Leeuw (ndl. Ein Vierteljahrhundert De Leeuw) in den Handel.
Die letzte Sendung von Mooi! Weer de Leeuw wurde am 31. Mai 2009 ausgestrahlt. Am 12. September 2009 moderierte er zum ersten Mal seine neue Samstagabendshow Lieve Paul (ndl. Lieber Paul), in der er als „Kummerkastentante“ Fragen von Zuschauern allein oder mit Hilfe von Experten beantwortete. Sonntags lief eine Zusammenfassung unter dem Titel Lieve Paul PS.
Als Flop jedoch galt seine Sendung De Tafel van 5 die gleichen Jahr ausgestrahlt wurde.
2015 begann er mit einer Kochsendung mit und für Jugendliche namens Pauls Puber Kookshow.

## Eurovision Song Contest
Seit Mitte der 1990er-Jahre ist De Leeuw als Liebhaber des Eurovision Song Contest bekannt. In den Jahren 1993, 1994, 1998, 1999, 2000, 2001, 2006 und 2007 moderierte er die Sendung zum niederländischen Nationalen Vorentscheid.
Trotz der Schelte, die er für seinen Auftritt erhielt (siehe Kritik 2006), durfte er 2007 wieder moderieren und die Ergebnisse präsentieren.

## Filmografie

### Fernsehen
| Als Fernsehmoderator        | Als Fernsehmoderator                    | Als Fernsehmoderator                             |
| Jahr                        | Produktion                              | Anmerkungen                                      |
| --------------------------- | --------------------------------------- | ------------------------------------------------ |
| 1986                        | Snelbinder                              | 1 Staffel                                        |
| 1987                        | AVRO’s Sterrenslag                      | 1 Staffel                                        |
| 1987–1988                   | De 10 over half 5 Paul de Leeuw show    | 2 Staffeln                                       |
| 1990                        | Kinderen voor Kinderen                  | Jurymitglied                                     |
| 1990–1994                   | De schreeuw van De Leeuw                | 6 Staffeln                                       |
| 1995–1996                   | Kinderen voor Kinderen                  | 2 Staffeln                                       |
| 1994                        | Muilen Dicht                            | 1 Staffel                                        |
| 1997–1999                   | Laat de Leeuw                           | 2 Staffeln                                       |
| 1999                        | Het Feest van Sinterklaas               | 1 Staffel                                        |
| 2000                        | Ouwe Jongens                            | 1 Staffel                                        |
| 2001–2002                   | Herberg De Leeuw                        | 2 Staffeln                                       |
| 2002                        | Zo vader, zo zoon                       | 1 Staffel                                        |
| 2003–2005                   | PaPaul                                  | 2 Staffeln                                       |
| 2004                        | SMSmee’s Poessie                        | 1 Staffel                                        |
| 2005–2009                   | Mooi! Weer De Leeuw                     | 4 Staffeln                                       |
| 2005                        | Pauls Parenavond                        | 1 Staffel                                        |
| 2005–2008                   | Mooi! Weer de Sint                      | 4 Folgen                                         |
| 2006                        | Pauls Punt!                             | 1 Staffel                                        |
| 2006–2007                   | Mooi jaar! De Leeuw                     | 2 Staffeln                                       |
| 2006–2020                   | Ranking the Stars                       | 15 Staffeln                                      |
| 2006–2020                   | De Wereld Draait Door                   | Moderator                                        |
| 2008                        | Mooi! Weer De Leeuw: De Marathon        | 12-stündige Livesendung                          |
| 2008                        | Op zoek naar Joseph                     | Jurymitglied                                     |
| 2009                        | Top of Flop                             | 1 Staffel                                        |
| 2009                        | Lieve Paul                              | 1 Staffel                                        |
| 2009                        | Lieve Paul & Sint                       | 1 Folge                                          |
| 2009                        | 5 jaar later – Paul de Leeuw            | 1 Folge                                          |
| 2009–2020                   | Knoop Gala                              | 9 Folgen                                         |
| 2010                        | X De Leeuw                              | 1 Staffel                                        |
| 2010                        | De Leeuw op zondag                      | 1 Staffel                                        |
| 2010                        | Pauls Kadoshow                          | 1 Folge                                          |
| 2010, 2014–2017, 2021–heute | Sint & De Leeuw                         | 7 Folgen                                         |
| 2010–2011                   | MaDiWoDoVrijdagshow                     | 1 Staffel                                        |
| 2011–2012                   | PAU!L                                   | 2 Staffeln                                       |
| 2011                        | PAU!L en Sint!                          | 1 Folge                                          |
| 2012–2013                   | Manneke Paul                            | 2 Staffeln in Belgien                            |
| 2012                        | Game of Fame                            | 1 Folge                                          |
| 2012–2013                   | Langs de Leeuw                          | 2 Staffeln                                       |
| 2012–2013                   | Langs Sint en De Leeuw                  | 2 Folgen                                         |
| 2013                        | Wie ben ik?                             | 1 Staffel                                        |
| 2013–2018                   | De Kwis                                 | 10 Staffeln                                      |
| 2013, 2017                  | Op weg naar het Knoop Gala              | 2 Staffeln                                       |
| 2014–2015                   | De Nationale Eettest                    | 2 Folgen                                         |
| 2014                        | Het zijn net mensen                     | 1 Staffel                                        |
| 2014                        | Roodkapje                               | 1 Staffel                                        |
| 2015–2016                   | Pauls Puber Kookshow                    | 3 Staffeln                                       |
| 2015                        | Kun je het al zien?                     | 1 Staffel                                        |
| 2017                        | Wie steelt mijn show?                   | 1 Staffel                                        |
| 2017                        | Lekker Laat!                            | 1 Staffel                                        |
| 2018                        | Als je alles hebt gehad!                | 1 Staffel, zusammen mit Marc-Marie Huijbregts    |
| 2018–2020                   | Sint & Paul pakken uit!                 | 3 Folgen                                         |
| 2019–2020                   | Holland’s Got Talent (siehe Got Talent) | Jurymitglied, 2 Staffeln                         |
| 2019                        | Paul pakt uit!                          | 1 Staffel                                        |
| 2019                        | Paul de Leeuw: Vette Pech! – LIVE       | 1 Folge                                          |
| 2019                        | Pauls nummer 1 show                     | 1 Staffel                                        |
| 2020                        | Op goed geluk                           | 1 Staffel                                        |
| 2020–2021                   | Op1                                     | freitägliche Doppelmoderation mit Astrid Joosten |
| 2021–2022                   | Busje komt zo                           | 2 Staffeln                                       |
| 2022                        | Vandaag Inside                          | Tafelheer                                        |
| 2022                        | Paul de Leeuw 60 jaar!                  | Dokumentation                                    |
| 2022–heute                  | Knoop & De Leeuw                        | 1 Staffel                                        |
| 2023–heute                  | Niet klein te krijgen                   | 1 Staffel                                        |
| 2023–heute                  | Hotel Hollandia                         | 1 Staffel                                        |

| als Fernsehschauspieler | als Fernsehschauspieler       | als Fernsehschauspieler                          | als Fernsehschauspieler |
| Jahr                    | Produktion                    | Rolle                                            | Anmerkungen             |
| ----------------------- | ----------------------------- | ------------------------------------------------ | ----------------------- |
| 1994                    | Seth & Fiona                  | Seth de Jonge                                    | Hauptrolle              |
| 2010                    | De TV Kantine                 | Clown Bassie (Bassie en Adriaan) und René Artois | Persiflage              |
| 2014                    | Welkom bij de Romeinen        | Nero                                             | 1 Folge                 |
| 2015–2016               | Welkom in de IJzeren Eeuw     | Verschiedene Rollen                              | 8 Folgen                |
| 2018                    | Welkom in de 80-jarige Oorlog | Willem Bloys van Treslong                        | 1 Folge                 |
| 2019                    | De TV Kantine                 | Robèrt van Beckhoven                             | Persiflage              |

### Film
| als Filmschauspieler | als Filmschauspieler         | als Filmschauspieler                   | als Filmschauspieler |
| Jahr                 | Produktion                   | Rolle                                  | Anmerkungen          |
| -------------------- | ---------------------------- | -------------------------------------- | -------------------- |
| 1988                 | Jan Rap en z’n Maat          | Derek                                  | Hauptrolle           |
| 1995                 | Filmpje!                     | Bob und Annie de Rooij                 | Doppelrolle          |
| 1997                 | Zeeuws Meisje                | Zwarte Piet                            | Gastrolle            |
| 1998                 | Heerlijk duurt het langst    | Lebensmittelhändler Kees Bloem         | Nebenrolle           |
| 1998                 | De Pijnbank                  | Jos Vlierboom                          | Hauptrolle           |
| 1999                 | Max Lupa                     | ?                                      | ?                    |
| 2002                 | Ja zuster, nee zuster        | Damenfriseur Wouter                    | Hauptrolle           |
| 2004                 | K3 en het Magische Medaillon | als Geist                              | Nebenrolle           |
| 2007                 | Alles is liefde              | Victor Jollema                         | Hauptrolle           |
| 2008                 | Spion van Oranje             | François van Vliet und Bruno van Lippe | Doppelrolle          |
| 2011                 | Alle tijd                    | Maarten                                | Hauptrolle           |

### Konzerte
| Konzert    | Konzert                                    | Konzert                           |
| Jahr       | Production                                 | Anmerkungen                       |
| ---------- | ------------------------------------------ | --------------------------------- |
| 1996       | EnCore                                     |                                   |
| 1999       | Het Feest van Sinterklaas                  |                                   |
| 2003       | MetroPaul                                  |                                   |
| 2007       | Symphonica in Rosso                        |                                   |
| 2009–2010  | Paul en Cor Dichtbij                       |                                   |
| 2010       | Strandfestival ZAND                        |                                   |
| 2011       | Liever geen oorlog                         |                                   |
| 2011       | Frans Bauer – Live in Ahoy                 | Gastkünstler                      |
| 2011       | De week van het Metropole                  |                                   |
| 2012       | Toppers in Concert – The Love Boat Edition | Gastkünstler (als Annie de Rooij) |
| 2013       | Paul en Miguels vrolijke vrienden roadshow |                                   |
| 2018       | De Vrienden van Amstel LIVE!               | Gastkünstler                      |
| 2021-heute | The Streamers                              | Vier Ausgaben                     |
| 2022       | Holland zingt Hazes                        | Gastkünstler                      |
| 2022       | Muziekfeest van het Jaar                   | Gastkünstler                      |

### Podcast
Am 24. März 2021 startete De Leeuw seinen eigenen Podcast De Leeuw Lult, in dem er jede Woche mit Kollegen und Freunden wie Hans Kesting und Richard Groenendijk über ein aktuelles Thema spricht. Im September 2021 wurde der Podcast mit De Leeuw Lult Verder in Zusammenarbeit mit NPO Radio 5 fortgesetzt.

## Theater
2020 spielte de Leeuw zusammen mit Simone Kleinsma und Freek Bartels im Musical Hello, Dolly! (Spielort: Nieuw Luxor, Rotterdam), das jedoch wegen der COVID-19-Pandemie bereits nach wenigen Aufführungen eingestellt wurde. Da das Musical zu umfangreich (60 Beteiligte) und zu teuer für eine baldige Wiederaufführung war, beließ es die Regisseurin Iris van den Ende vorerst bei dem Aus und so ging Paul de Leeuw stattdessen mit Simone Kleinsma mit der Show Paul & Simone: Zonder jou auf Tournee.
| Vorstellungen | Vorstellungen                                                |
| Jahr          | Produktion                                                   |
| ------------- | ------------------------------------------------------------ |
| 1985          | Stel moeder niet teleur                                      |
| 1987          | De rozebotteltijd                                            |
| 1989          | Beste maatjes                                                |
| 1991          | Les Misérables                                               |
| 1992          | Wie plukt mij?                                               |
| 1996          | Torch Song Trilogy (hierzu siehe auch Das Kuckucksei (1988)) |
| 1998–99       | Heerlijk duurt het langst                                    |
| 2001          | Art                                                          |
| 2001          | Foxtrot                                                      |
| 2001          | Kerstkranje                                                  |
| 2006–07       | Aan het einde van de regenboog                               |
| 2006          | VARA roodshow, 80 jaar VARA                                  |
| 2012          | Poephoofd                                                    |
| 2014          | Ik ben rustig!                                               |
| 2015–16       | Zingen zolang het duurt                                      |
| 2016          | Moeders & Zonen                                              |
| 2018–19       | Vette Pech!                                                  |
| 2020          | Hello, Dolly!                                                |
| 2020          | Paul & Simone: Zonder jou                                    |
| 2022–heute    | 60? We zien wel                                              |

## Kritik
Der talentierte Moderator und Entertainer hat nicht nur eine große Fangemeinde, sondern erntete auch überaus viel Kritik. Trouw schrieb über ihn: „Er ist humoristisch, direkt, erfinderisch, manchmal überraschend sanft, aber meistens scharf und unverfroren grob.“
- Der ehemalige christdemokratische Politiker Willem Aantjes berichtete aus der Sendung Laat de Leeuw, de Leeuw habe dort ein ungefähr dreizehnjähriges Mädchen gefragt, ob sie schon einen Freund habe und sie mit Zunge geküsst hätten.[14]
- De Leeuw hatte in seine Sendung eine Frau eingeladen, deren unehelicher Vater der deutschen Besatzungsmacht im Zweiten Weltkrieg angehört hatte. Er machte sich über ihr Schicksal lustig und fragte sie, ob sie schon mal erschrocken deutsche Eigenschaften an sich festgestellt habe.
- Anlässlich des Todes von Prinz Claus soll de Leeuw sich unangemessen über den Verstorbenen ausgelassen haben. De Leeuw selbst bestreitet dies. Die Sendung wurde nicht ausgestrahlt. Daraufhin reichte de Leeuw Klage gegen den Sender zur Herausgabe der Aufzeichnung ein.[15]
- 2002 imitierte er Anneke Grönloh und stellte sie als Alkoholikerin und Prostituierte mit Geschlechtskrankheiten dar. Grönloh war so schockiert, dass sie sich aus dem Showgeschäft zurückzog. Die mit Texten wie „Ich bin in Singapur gewesen, und Singapur ist auch in mir gewesen“ konfrontierte Sängerin fühlte sich an ihre schwierige Kindheit im Asien des Zweiten Weltkriegs und an die Diskriminierungen erinnert, die sie zeitlebens als „Halbblut“ erlitten habe.[16]
- 2006 sorgte er für einen Eklat beim Eurovision Song Contest. De Leeuw versuchte während der Live-Sendung den männlichen Moderator Sakis Rouvas aus der Ruhe zu bringen und spielte, durch Andeutungen, auf seine von der Boulevardpresse diskutierte, angebliche Homosexualität an. Unter anderem versuchte er ihm seine Mobiltelefonnummer zu geben und meinte, ihn würde das Moderatoren-Duo Sakis Rouvas und Maria Menounos an Will & Grace erinnern. Rouvas nahm es mit Humor und scherzte mit.[17]
- Ein nur mit einem String-Tanga bekleideter Demonstrant drängte sich 2008 in eine Live-Sendung von de Leeuw. Der Demonstrant mit dem Pseudonym vegan streaker wollte auf Tiermisshandlung aufmerksam machen. De Leeuw wurde handgreiflich, zog den Demonstranten auf seinen Schoß und riss schließlich den Tanga weg.[18]
- De Leeuw twitterte anlässlich einer Sendung über Sexualität im Alter, die dort begleitete Frau sähe aus wie ein zu oft gebrauchter Dildo. Frauen, die in der Sendung Boer zoekt vrouw einen Partner gesucht hatten, nannte er „hoffnungslose Dirnen“.[19]
- 2010 twitterte er anlässlich der seiner Meinung nach langweiligen Hochzeit der schwedischen Kronprinzessin, er sehne sich einen schwarzen Saab herbei. Im Jahr zuvor wurde von einem verwirrten Mann mit einem schwarzen Suzuki versucht beim Königinnentag 2009 die niederländische Königsfamilie anzufahren. Er tötete dabei sieben Menschen.[20]
- 2014 sagte er zu dem jüdischen niederländischen Sportmoderator Jack van Gelder, dass man den niederländischen Juden alle Nazi-Witze um die Ohren hauen solle – „Wissen Sie, die Zeit, als dieses Volk fast vollständig ausgelöscht wurde (’om zeep is geholpen’)“ – und forderte ihn auf einige dieser Sprüche anzuhören und bezeichnete dies als eine Humorbezeigung.[21]

## Diskografie

### Alben
| Jahr | Titel                                      | Höchstplatzierung, Gesamtwochen, AuszeichnungChartsChartplatzierungen (Jahr, Titel, Platzierungen, Wochen, Auszeichnungen, Anmerkungen) | Anmerkungen          |
| Jahr | Titel                                      | NL | Anmerkungen          |
| ---- | ------------------------------------------ | --- | -------------------- |
| 1991 | Voor U, Majesteit!                         | NL12 Platin · (94 Wo.)NL |                      |
| 1992 | Van U wil ik zingen                        | NL3 Platin · (79 Wo.)NL |                      |
| 1993 | Plugged                                    | NL1 ×3Dreifachplatin · (96 Wo.)NL |                      |
| 1994 | ParaCDmol                                  | NL1 ×2Doppelplatin · (62 Wo.)NL |                      |
| 1995 | In heel Europa was er niemand zoals zij... | NL8 (25 Wo.)NL |                      |
| 1996 | Filmpje!                                   | NL10 (10 Wo.)NL |                      |
| 1996 | Encore                                     | NL1 Platin · (28 Wo.)NL |                      |
| 1997 | Lief                                       | NL2 Platin · (42 Wo.)NL |                      |
| 1999 | Stille liedjes                             | NL5 Gold · (27 Wo.)NL |                      |
| 2001 | Kerstkransje                               | NL38 (7 Wo.)NL |                      |
| 2001 | Zingen terwijl u wacht                     | NL10 (6 Wo.)NL |                      |
| 2004 | MetroPaul                                  | NL35 (7 Wo.)NL | mit Metropole Orkest |
| 2005 | Duizel mij                                 | NL5 (20 Wo.)NL |                      |
| 2006 | Mooi! weer een CD!                         | NL2 Platin · (92 Wo.)NL |                      |
| 2007 | Symphonica in Rosso                        | NL1 ×2Doppelplatin · (61 Wo.)NL |                      |
| 2008 | Het wordt winter!                          | NL10 (13 Wo.)NL |                      |
| 2009 | Honderd uit één                            | NL3 Gold · (44 Wo.)NL | Kompilation          |
| 2012 | Paul                                       | NL5 (10 Wo.)NL |                      |
| 2014 | De Leeuw zingt Long                        | NL4 (14 Wo.)NL |                      |
| 2015 | Er was eens... Een kerstverhaal            | NL43 (4 Wo.)NL |                      |
| 2016 | Land van mij                               | NL4 (9 Wo.)NL |                      |

Weitere Alben
- 2007: Sir 2007 (NL: ×2Doppelplatin )
- 2010: Duizend Uit Eén (NL: Platin)
- 2011: Nederlandstalige Popklassiekers (NL: Gold)

### Singles
| Jahr | Titel Album                                                   | Höchstplatzierung, Gesamtwochen, AuszeichnungChartsChartplatzierungen (Jahr, Titel, Album, Platzierungen, Wochen, Auszeichnungen, Anmerkungen) | Anmerkungen         |
| Jahr | Titel Album                                                   | NL | Anmerkungen         |
| ---- | ------------------------------------------------------------- | --- | ------------------- |
| 1991 | Giddy Up Go Voor U, Majesteit!                                | NL14 (6 Wo.)NL |                     |
| 1992 | Gebabbel / Vlieg Met Me Mee (Live) Van U wil ik zingen        | NL2 Gold · (14 Wo.)NL | mit Willeke Alberti |
| 1993 | Ik heb een Euromast Van U wil ik zingen                       | NL4 (6 Wo.)NL |                     |
| 1993 | Blote jongens in het park / In de ghetto Van U wil ik zingen  | NL26 (5 Wo.)NL |                     |
| 1993 | Blijf bij mij Plugged                                         | NL5 (10 Wo.)NL | mit Ruth Jacott     |
| 1993 | Droomland Plugged                                             | NL23 (7 Wo.)NL | mit André Hazes     |
| 1993 | Ik wil niet dat je liegt / Waarheen waarvoor ParaCDmol        | NL1 Platin · (19 Wo.)NL |                     |
| 1994 | Voorbij / Ik ben zo blij dat ik een vrouw ben ParaCDmol       | NL2 (12 Wo.)NL |                     |
| 1994 | Wacht nog wat – Geef wel een teken / Kopa Koopavond ParaCDmol | NL12 (5 Wo.)NL |                     |
| 1995 | Zonder Jou ParaCDmol                                          | NL3 Gold · (16 Wo.)NL | mit Simone Kleinsma |
| 1996 | Annie / My life is a filmpje ParaCDmol                        | NL20 (4 Wo.)NL |                     |
| 1996 | Tweestrijd –                                                  | NL35 (3 Wo.)NL | mit Simone Kleinsma |
| 1997 | ’k Heb je lief en wacht op jou! Lief                          | NL3 Platin · (20 Wo.)NL |                     |
| 2000 | Je bent m’n maatje / Ik heb je nodig –                        | NL14 (7 Wo.)NL |                     |
| 2006 | Une belle histoire / Een mooi verhaal Symphonica in Rosso     | NL38 (3 Wo.)NL |                     |
| 2007 | Blijf (Tot de zon je komt halen) Symphonica in Rosso          | NL13 (7 Wo.)NL |                     |

Weitere Singles
- 1991: Giddy up go
- 1992: Vlieg met me mee (NL: Gold)
- 1994: Kopa koopavond/Wacht nog wat
- 1995: Jij hoort bij mij/10-Tineke-10
- 1996 Ik ben als jij
- 1997: Uiteind’lijk vond ik jou (mit Simone Kleinsma)
- 1998: Ja, jij in de KL204
- 1999: Naar het zuiden
- 2005: Duizel mij
- 2006: Mijn houten hart
- 2013: Koningslied
- 2016: Stiekem liedje

### Videoalben
- 2007: Symphonica in Rosso (NL: ×2Doppelplatin )
- 2008: Een kwart eeuw de Leeuw (NL: Gold)

### Auszeichnungen für Musikverkäufe
Anmerkung: Auszeichnungen in Ländern aus den Charttabellen bzw. Chartboxen sind in ebendiesen zu finden.
| Land/RegionAuszeichnungen für Musikverkäufe (Land/Region, Auszeichnungen, Verkäufe, Quellen) | Gold     | Platin       | Verkäufe  | Quellen |
| -------------------------------------------------------------------------------------------- | -------- | ------------ | --------- | ------- |
| Niederlande (NVPI)                                                                           | 7× Gold7 | 19× Platin19 | 1.795.000 | nvpi.nl |
| Insgesamt                                                                                    | 7× Gold7 | 19× Platin19 |           |         |

## Weitere Werke

### Filme
- 1989: Jan Rap en z’n maat
- 1995: Filmpje!
- 1998: Heerlijk duurt het langst
- 1998: De Pijnbank
- 1999: Max Lupa
- 2002: Yes Nurse! No Nurse!
- 2004: K3 en het magische medaillon
- 2007: Alles is liefde
- 2008: Spion van Oranje
- 2011: Alle tijd

### Bücher
- 2001: De Kleine Heks 1 (Kinderbuch)
- 2002: De Kleine Heks 2 (Kinderbuch)
- 2009: Boos op de lucht (Zusammenfassung seiner Kolumnen in der Fernsehzeitschrift „VARAgids“)
- 2012: kHebjelief, en trek! (Kochbuch und Autobiografie)

### Künstlerauszeichnungen
- 1993: Zilveren Nipkowschijf für De Schreeuw van de Leeuw
- 1993: Nominierung für einen Emmy Award
- 1993: Edison für die CD Voor U wil ik zingen
- 1993: Goldene Rose für De Schreeuw van de Leeuw
- 1993: Medienpreis der Stadt Amsterdam für die Schreeuw-Folge über den Islam.
- 1995: Filmpje! wurde mit der Bob Angelo Medaille und dem Rembrandt Award für den besten niederländischen Spielfilm ausgezeichnet
- 1995: Den flämischen Geuzenprijs
- 2000: Gay-Krant-Preis
- 2000: Einen Edison für den Besten niederländischsprachigen Sänger
- 2004: Zilveren Nipkowschijf für PaPaul.
- 2005: De Leeuw wird in Belgien als Bekwaamste Buitenlandse tv-figuur (Bekannteste ausländische TV-Persönlichkeit) ausgezeichnet
- 2006: Gewinner des Zilveren Televizier-ster als Bester Moderator
- 2007: Gewinner des Zilveren Televizier-ster als Bester Moderator
- 2007: Ritter des Ordens vom Niederländischen Löwen (Orde van de Nederlandse Leeuw) für „sein Niveau, seine große Ausstrahlung und seine Verdienste für die Entwickelung im Bereich Fernseh- und Theaterhumor“
- 2008: Gewinner des Zilveren Televizier-ster als Bester Moderator
- 2008: Gewinner des Gouden Televizier-Ring für das Programm Mooi! Weer De Leeuw
- 2009: Gewinner des Zilveren Televizier-ster als Bester Moderator
- 2009: den Spielepreis Speelgoed van het jaar für sein Geschicklichkeitsspiel OnvoorSPELbaar („Unberechenbar“)
- 2011: Gewinner des Preises 100% NL (ein kommerzieller Radiosender in den Niederlanden) für sein Lebenswerk
- 2011: Internationale Auszeichnung in der Kategorie Variety durch das „The New York Festivals World’s Best Television & Films“ für eine Folge von X De Leeuw, in der es um Menschen mit dem Down-Syndrom geht
- 2013: Gewinner des Vlaamse Televisie Sterren für seine Sendung Manneke Paul
- 2016: Gewinner des Gouden Stuiver, einem Preis im Rahmen der Gouden Televizier-Ring Gala für die beste Jugendsendung; für seine Sendung Pauls Puber Kookshow
- 2016: Auszeichnung für seine Ratesendung De Kwiz mit dem De tv-beelden